# Pinus echinata
Pinus echinata är en tallväxtart som beskrevs av Philip Miller. Pinus echinata ingår i släktet tallar, och familjen tallväxter. Inga underarter finns listade i Catalogue of Life.
Denna tall förekommer i östra och sydöstra USA. Utbredningsområdets västra gräns sträcker sig ungefär från Ohio över Missouri och Arkansas till östra Texas. Arten hittas i kulliga områden mellan 150 och 600 meter över havet. I Florida når den endast fram till delstatens norra delar. Pinus echinata behöver en genomsnittlig årstemperatur som ligger vid eller över 10º C och en årsnederbörd som ligger vid eller över 1000 mm. Arten kan bilda skogar där inga andra större träd ingår men den hittas oftast i blandskogar, till exempel tillsammans med arter av eksläktet. I större delar av utbredningsområdet förekommer Pinus echinata tillsammans med loblollytall (Pinus taeda) men den senare föredrar fuktigare platser.
För beståndet är inga hot kända. Pinus echinata etablerar sig ofta på övergiven jordbruksmark och populationen ökar. IUCN kategoriserar arten globalt som livskraftig.

## Bildgalleri

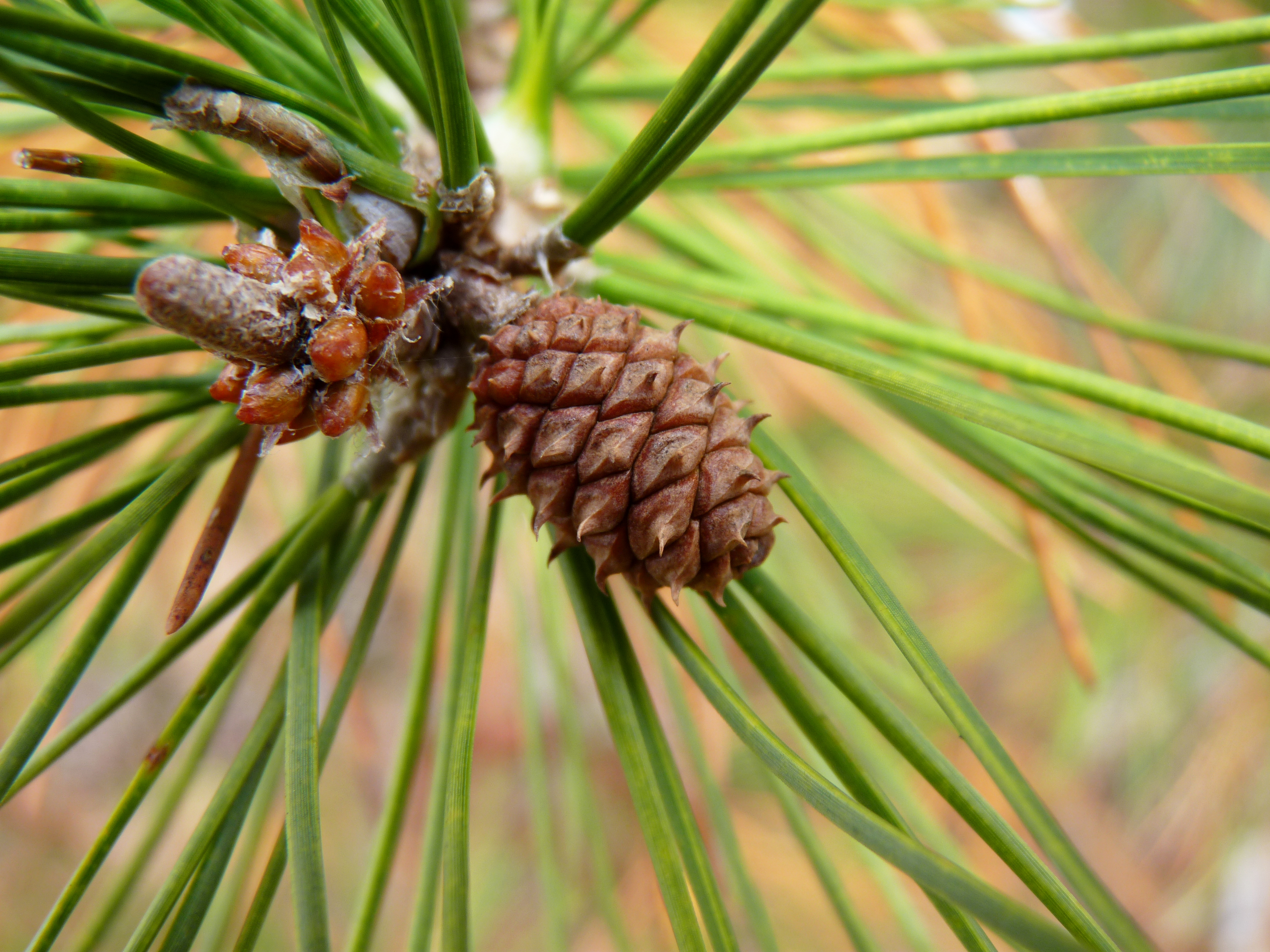
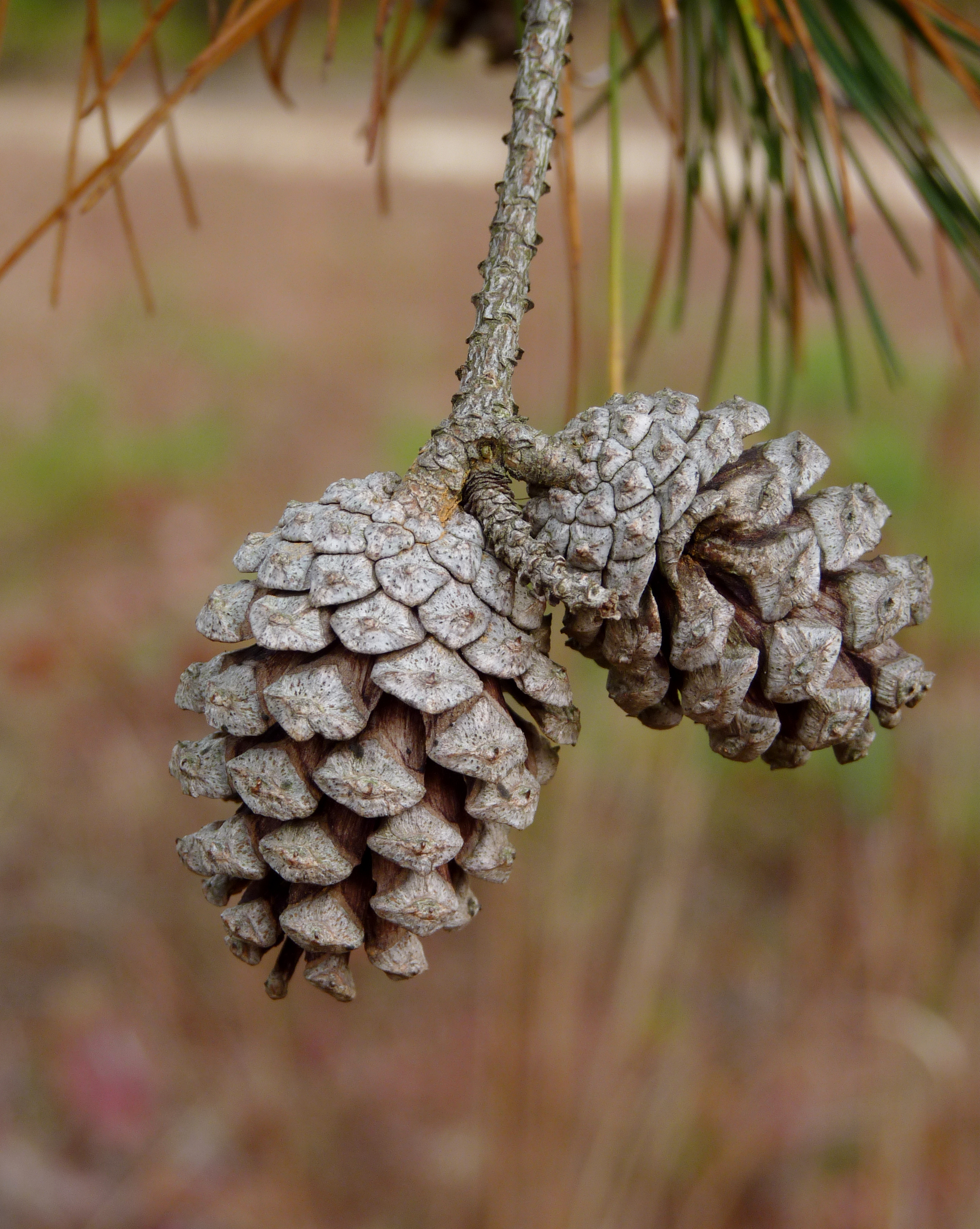
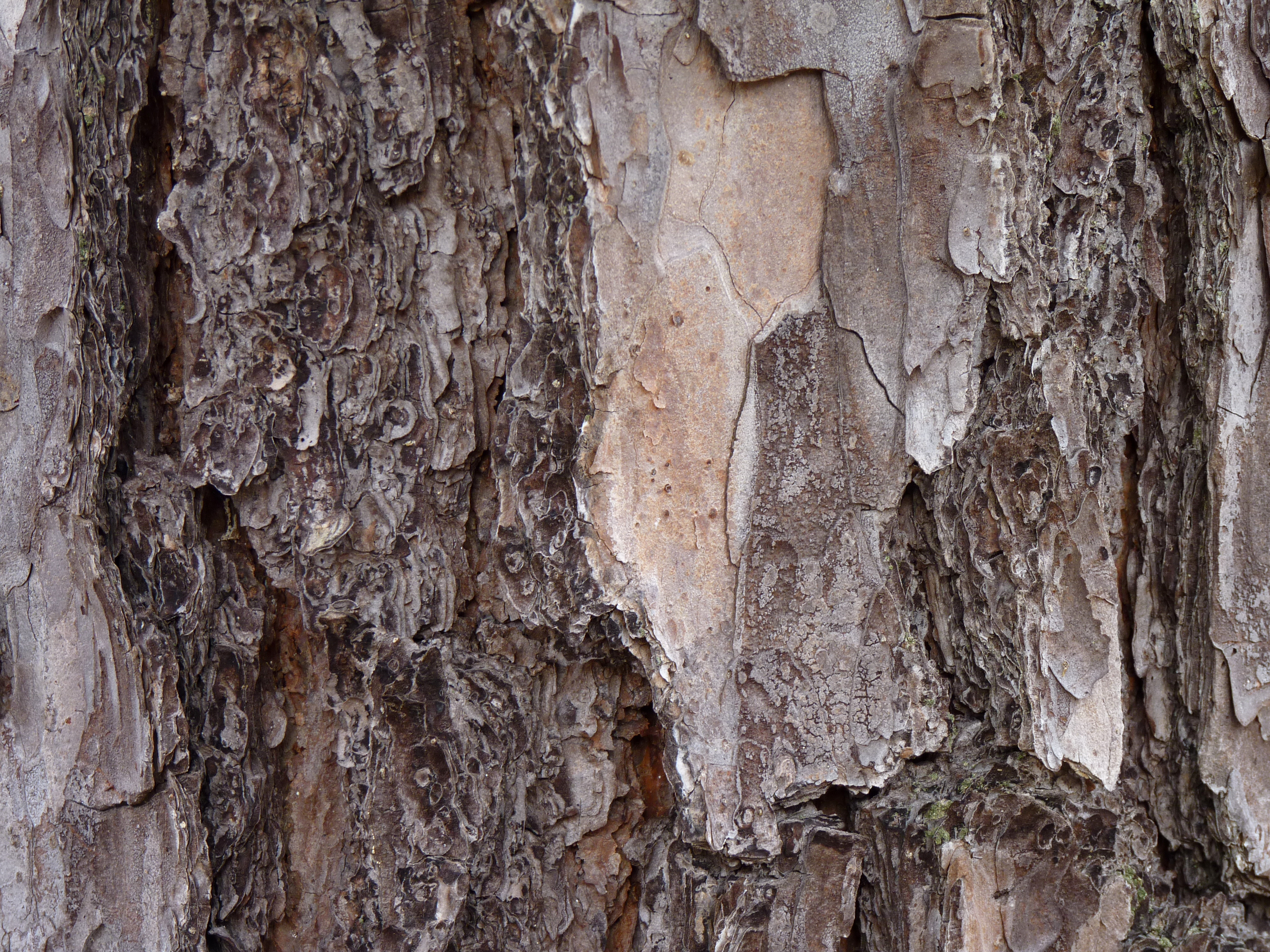
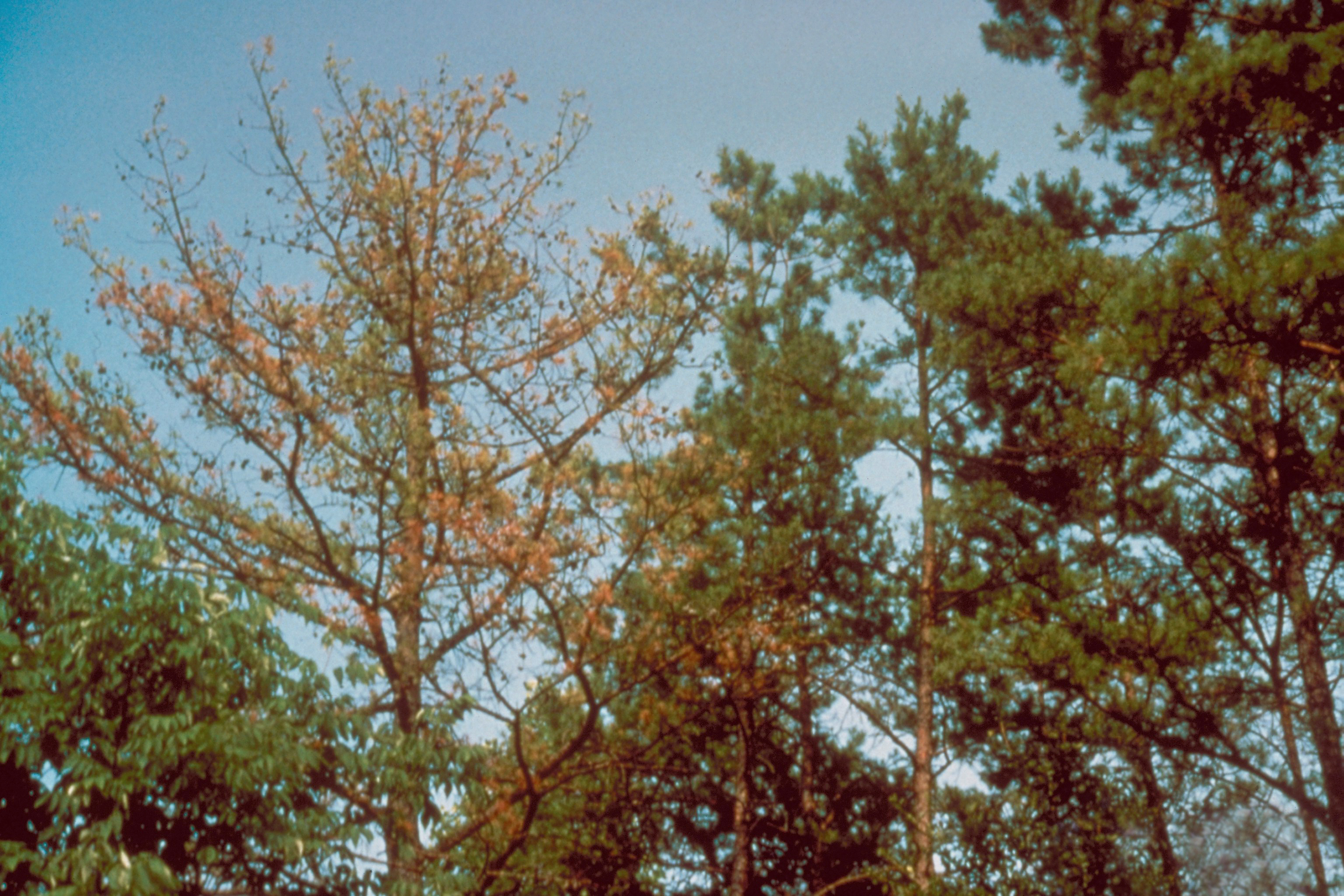
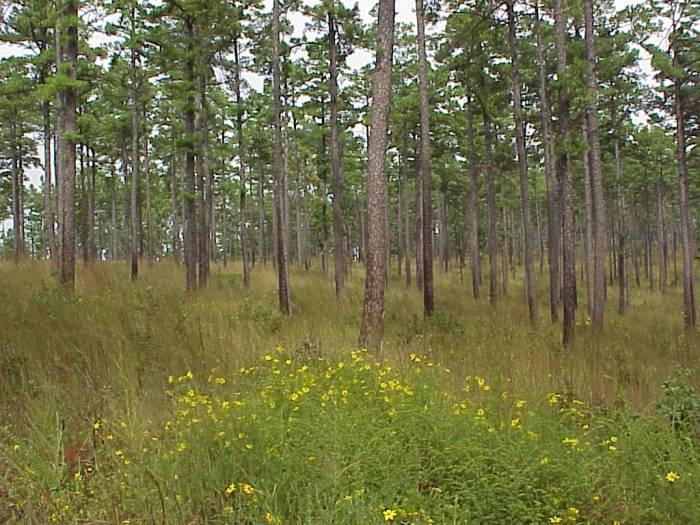
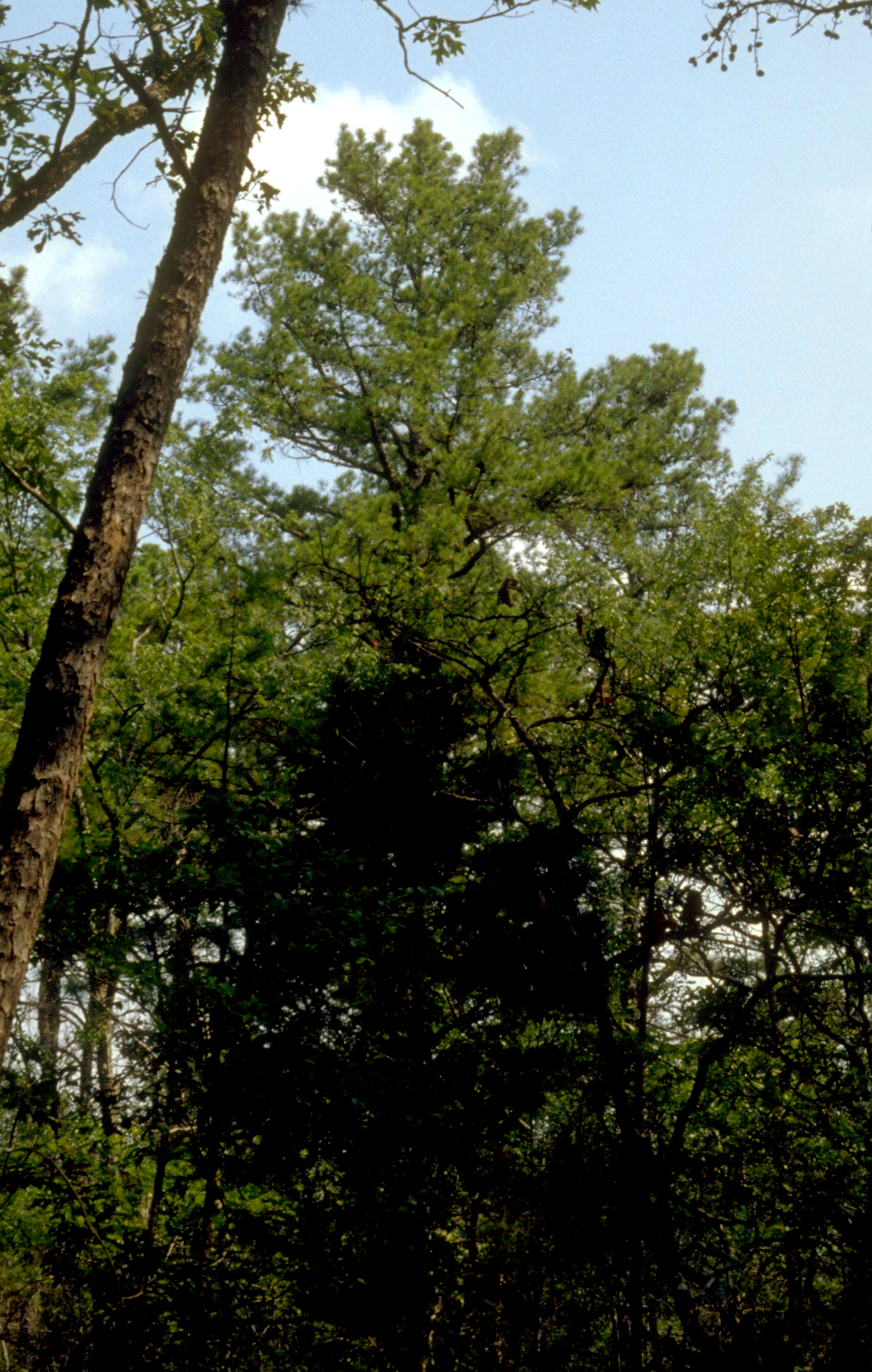